# Action Beat
Action Beat är en brittisk noiserockgrupp bildade i Bletchley, Milton Keynes år 2004 som består av Don McLean (gitarr) och James Carney (gitarr). 

## Ljudbild
Action Beats musikstil är mycket influerad av noiserock och liknar övriga indierockgrupper som Sonic Youth, Boredoms och Glenn Branca. Action Beat är kända för sina "gerilla-gig", vilket innebär att de spelar på ställen som inte är avsedda som scener. Det kan vara alltifrån folks kök inför tre personer till gymnastiksalar inför ett betydligt större antal och mer därtill. Dessa spelningar blir väldigt vilda då bandet inte har någon egentlig scen, utan riggar upp sin utrustning där det passar och kör mitt på golvet medan publiken trängs tätt omkring och "moshar" (puttas, dansar energiskt, slåss, och så vidare).

## Diskografi
Studioalbum
- 2007 – 1977-2007: Thirty Years of Hurt, Then Us Cunts Exploded (Fortissimo Records)
- 2009 – The Noise Band from Bletchley (Truth Cult/Southern Records)
- 2010 – Beatings (Truth Cult/Southern Records)
- 2010 – Unbelievable Fuck-Ups (Urquinaona Records)
- 2010 – The Condition (Truth Cult)
- 2014 – Where Are You? (Sounds Of Subterrania)

Samlingsalbum
- 2013 – The Book Of Debt

Peter James Taylor (solo)
- 2010 – Mate (Fortissimo Records)

Action Beat & G.W. Sok
- 2014 – A Remarkable Machine
- 2017 – The World Is Fucked, But I Feel Fine